# Spicara axillaris
Spicara axillaris es una especie de peces de la familia Centracanthidae en el orden de los Perciformes.

## Morfología
• Los machos pueden llegar alcanzar los 38 cm de longitud total.

## Distribución geográfica
Se encuentran en Sudáfrica.